# کپیتال هیل
ساختمان کنگرهٔ ایالات متحدهٔ آمریکا به نام کاپیتال هیل (به انگلیسی: کپیتال هیل) شهرت دارد.
کپیتال هیل علاوه بر اینکه نام مستعاری برای کنگره ایالات متحده است، بزرگترین محله مسکونی تاریخی واشینگتن دی سی است که در امتداد خیابان‌های وسیع از جلوی پایتخت ایالات متحده امتداد دارد. این یکی از قدیمی‌ترین محله‌های مسکونی واشینگتن دی سی است و تقریباً با ۳۵۰۰۰ نفر در مسافت کمتر از ۲ مایل مربع (۵ کیلومتر مربع)، یکی از پرجمعیت‌ترین مناطق نیز است.
به عنوان یک ویژگی جغرافیایی، کپیتال هیل در نزدیکی مرکز منطقه کلمبیا افزایش می‌یابد و به سمت شرق گسترش می‌یابد. پیر (پیتر) چارلز لانفانت ، هنگامی که شروع به تدوین برنامه خود برای پایتخت جدید فدرال در سال ۱۷۹۱ کرد، محل «خانه کنگره» (ساختمان کاپیتول) را در تاج تپه در محلی که مشخص کرد انتخاب کرد. به عنوان «پایه ای در انتظار یک بنای یادبود». ساختمان کاپیتول از سال ۱۸۰۰ محل کنگره ایالات متحده و محل کار بسیاری از ساکنان محله کاپیتول هیل بوده‌است.
محله کپیتال هیل امروز در دو ربع شهر، جنوب شرقی و شمال شرقی واقع شده‌است. بخش عمده ای از این محله اکنون به عنوان منطقه تاریخی کپیتال هیل تعیین شده‌است.
نام کپیتال هیل اغلب برای اشاره به منطقه تاریخی و هم محله بزرگتر اطراف آن استفاده می‌شود. در شرق تپه کاپیتول رودخانه آناکوستیا قرار دارد، در شمال آن راهرو خیابان H قرار دارد، در جنوب آزادراه جنوب شرقی / جنوب غربی و حیاط دریایی واشینگتن و در غرب مرکز خرید ملی و منطقه تجاری مرکزی شهر قرار دارد.
ساختمان Capitol توسط منطقه تاریخی کپیتال هیل احاطه شده‌است، که در فهرست ملی آثار تاریخی (NRHP) ثبت شده‌است. منطقه تاریخی کپیتال هیل در سال ۲۰۱۵ به شمال گسترش یافت و شامل بلوک‌های هم‌مرز با خیابان ۲، خیابان F، خیابان چهارم و درست در جنوب خیابان H، شمال شرقی، که در مجموع به عنوان Swampoodle Addition شناخته می‌شود.

## وجه تسمیه
وجه تسمیهٔ این نام به تپهٔ مرکزی شهر واشینگتن دی سی بر می‌گردد.

## تاریخچه
در زمان ساخت این شهر مقر نمایندگان ملت آمریکا بر روی بلندترین تپه احداث شد که در عین حال در مرکز شهر نیز واقع شده‌بود.
L'Enfant محل طرح Capitol ("خانه کنگره") را در طراحی خود در سال ۱۷۹۱ برای پایتخت فدرال انتخاب کرد. وی از تپه ای که به عنوان محل کنگره آینده انتخاب شده‌است به عنوان «تپه جنکینز» یا «ارتفاعات جنکینز» نام برد.
توماس جفرسون در حالی که در سال ۱۷۹۳ به عنوان وزیر امور خارجه جورج واشینگتن خدمت می‌کرد، کاپیتول هیل را نامید و به معبد معروف مشتری Optimus Maximus در تپه Capitoline، یکی از هفت تپه رم متوسل شد. با این حال، ارتباط بین این دو کاملاً مشخص نیست.
محله ای که اکنون کپیتال هیل نامیده می‌شود با شروع کار دولت در دو مکان Capitol و York Navy Yard شروع به توسعه کرد. با تبدیل شدن به یک کارفرمای اصلی دولت فدرال، این جامعه بین سالهای ۱۷۹۹ و ۱۸۱۰ به یک جامعه متمایز تبدیل شد. اولین مرحله در تاریخ اولیه آن مربوط به جامعه ای بود که برای اعضای کنگره ساخته شد. در سالهای اولیه جمهوری، تعداد کمی از نمایندگان کنگره آرزو داشتند که در این شهر اقامت دائم ایجاد کنند. در عوض، بیشتر آنها ترجیح می‌دادند در خانه‌های شبانه‌روزی در فاصله پیاده از پایتخت زندگی کنند.
در سال ۱۷۹۹، حیاط نیروی دریایی واشینگتن در ساحل رودخانه آناکوستیا تأسیس شد، و کارهایی را برای صنعتگران ساخت و تعمیر کشتی انجام می‌داد. بسیاری از صنعتگران که هم در Navy Yard و هم در ساخت Capitol مشغول به کار بودند زندگی در فاصله پیاده‌روی، در شرق پایتخت و شمال حیاط نیروی دریایی را انتخاب کردند. آنها به جمعیت اصلی مسکونی محله تبدیل شدند.
در سال ۱۸۰۱، توماس جفرسون، که در آن زمان رئیس‌جمهور ایالات متحده بود، محل پادگان تفنگداران دریایی را انتخاب کرد، که باید در فاصله پیاده‌روی از پایتخت و کاخ سفید، در نزدیکی حیاط نیروی دریایی واشینگتن باشد. تا سال ۱۸۱۰، مغازه‌ها، طلافروشان، آهنگران و کلیساها در منطقه رونق داشتند.
جنگ داخلی منجر به ساخت و سازهای بیشتر در منطقه کاپیتول هیل، از جمله ساخت بیمارستان‌ها شد. ساخت خانه‌های جدید در دهه‌های ۱۸۷۰ و ۱۸۸۰ ادامه یافت. تقسیم محله بر اساس خطوط نژادی و اقتصادی آغاز شد. برق، آب لوله‌کشی و لوله‌کشی در دهه ۱۸۹۰ معرفی شد و برای اولین بار در مناطق مرکز شهر ناحیه کلمبیا از جمله کپیتول هیل در دسترس بود. از سال ۱۸۹۰ تا ۱۹۱۰ رونق توسعه املاک و مستغلات وجود داشت زیرا منطقه کپیتال هیل یکی از اولین محله‌هایی بود که این امکانات مدرن را داشت.
در سال ۱۹۷۶، منطقه تاریخی کپیتال هیل در فهرست ثبت ملی اماکن تاریخی قرار گرفت. این یکی از بزرگترین مناطق تاریخی ایالات متحده است. مرزهای منطقه تاریخی نامنظم است و از F Street NE به سمت جنوب گسترش می‌یابد، تا شرق به خیابان 14th، تا غرب به خیابان Capitol South، و با یک محدوده جنوبی که عمدتاً توسط خیابان ویرجینیا مشخص شده‌است، اما شامل برخی از مناطق تا جنوب M خیابان SE این ساختمانها از دوره فدرال (۱۸۰۰ تا ۱۸۲۰) تا ۱۹۱۹ را شامل می‌شود، اما بیشتر ساختمانها اواخر دوره ویکتوریا هستند.
کاپیتول هیل در طول زندگی خود یک محله طبقه متوسط نسبتاً پایدار باقی مانده‌است. در اواسط قرن بیستم دچار یک دوره افول اقتصادی و افزایش جرم شد اما به تدریج بهبود یافت. در طی به اصطلاح «همه‌گیری کراک در ایالات متحده آمریکا» در دهه ۱۹۸۰، حاشیه‌های آن اغلب تحت تأثیر قرار گرفتند. از دهه ۱۹۹۰، محله کم‌کم اعیان‌نشین شد.